# Kajiyama Kanta
Kanta Kajiyama (sinh ngày 24 tháng 4 năm 1998) là một cầu thủ bóng đá người Nhật Bản.

## Sự nghiệp câu lạc bộ
Kanta Kajiyama đã từng chơi cho Nagoya Grampus.